# Фатих Мехмед джамия (Кюстендил)
 Тази статия е за джамията в Кюстендил.  За джамията в Царево село вижте Фатих Мехмед джамия (Царево село).  
„Фатих Мехмед“ (на турски: Fatih Mehmed Camii) е мюсюлмански храм в град Кюстендил.
Намира се в централната част на град Кюстендил, на ул. „Цар Освободител“. Джамията не функционира. Тя е архитектурно-строителен паметник на културата с категория „национално значение“ (ДВ, бр. 77/1968), но поради липса на грижи за нейното запазване е заплашена от разруха.

## История
Джамията носи името на 7-ия османски султан Мехмед II (1444 – 1446 и 1451 – 1481), известен с прозвището си „ел-Фатих“ (Завоевателя). През 17 век в Кюстендил е имало 17 джамии, а в София[ неясно? ] са били между 150 и 300.
През 1463 г. Мехмед II начело на османската армия преминава през Константиновата земя в поход за завладяването на Кралство Босна и с цел окончателно овладяване на Балканския полуостров. Османският предводител получава в дар от местния събирач на харадж на Мехмед Хан (Хараджи Кара Мехмед бин Али) втората петъчна джамия в града (след джамията на Хаджи Дундар), посветена и носеща неговото име – Фатих Мехмед джамия (джамията на султан Мехмед Хан).
На връщане от похода, след присъединяването на Босна към Османската империя, Мехмед II посещава Осоговския манастир (Мехмед II се проявява и като закрилник на православното християнство), а 6 години по-късно (1469 г.) и след като българските земи са обединени под една власт (османската), са пренесени от Търново в Рилския манастир мощите на Свети Иван Рилски (със съдействието на Мара Бранкович и с цел „да се напътят към добро“ западните български земи).
През 1478 г. венецианският адмирал Томазо Малипиеро е натоварен от дожа да иска мир и в края на пролетта пристига от Шкодра в Кюстендил, който е центъра на Константиновата земя, където се намира лагера на османския владетел Мехмед II с дивана в състав от трима везири.

## Архитектура
Построена е от Хараджи Кара Мехмед бин Али, един от известните строители на обществени сгради в Кюстендил. Предполага се, че е дело от средата на XV век на последните полусамостоятелни владетели на Константиновата земя – Яков Драгаш и Стефан Драгаш.
Датировката ѝ сочи 1531 г., като е изписана с тухли в източната част на купола, но вероятно се отнася до по-късна реконструкция. Джамията е изградена от дялани каменни блокчета и тухли. Градежът на минарето се отличава със своите шестостенни орнаменти от червени тухли и е единственото запазено такова в Кюстендил.